# 內政部國家公園署
內政部國家公園署（簡稱國家公園署）是中華民國內政部所屬機關，主責國家公園、國家自然公園、濕地與海岸之規劃、推動、管理及督導業務，由原內政部營建署的國家公園組、綜合計畫組海岸管理科、城鄉發展分署海岸復育課及所屬各國家（自然）公園管理處整併組成。

## 歷史
- 2023年5月26日，立法院三讀通過《內政部國家公園署組織法》草案[1]。6月9日，制定公布《內政部國家公園署組織法》。[2]9月20日，內政部國家公園署正式成立，接收原隸屬於內政部營建署的國家公園、國家自然公園與都會公園經營管理、海岸管理及濕地保育業務[3][4]。

## 組織
- 署長一人，職務列簡任第十三職等
  - 副署長一人，職務列簡任第十二職等
    - 主任秘書，職務列簡任第十一職等

### 業務幕僚單位
業務單位
- 綜合計劃組
- 環境規劃組
- 遊憩管理組
- 保育解說組

幕僚單位
- 秘書室
- 人事室
- 主計室
- 政風室

### 所屬機關
- 墾丁國家公園管理處
- 玉山國家公園管理處
- 陽明山國家公園管理處
- 太魯閣國家公園管理處
- 雪霸國家公園管理處
- 金門國家公園管理處
- 台江國家公園管理處
- 海洋國家公園管理處：東沙環礁國家公園、澎湖南方四島國家公園
- 國家自然公園管理處：壽山國家自然公園、臺中都會公園、高雄都會公園

### 其他
任務編組
- 國家公園計畫委員會
- 海岸管理審議會
- 重要濕地審議小組

相關機構
- 內政部警政署保安警察第七總隊：各國家公園警察分隊

## 歷任署長
1. 陳茂春：2023年9月20日—2024年8月7日
  1. 陳貞蓉：2024年8月8日—2025年2月25日（副署長代理）
2. 王成機：2025年2月26日—現任

## 外部連結
- 內政部國家公園署 （页面存档备份，存于）